# Dark Nuns
Série
The Priests
(2015)
Pour plus de détails, voir Fiche technique et Distribution.
Dark Nuns (hangeul : 검은 수녀들 ; hanja : 검은 修女들 ; RR : Gomeun sunyodeul ; MR : Kŏmŭn sunyŏdŭl ; litt. « les sœurs noires ») est un film sud-coréen réalisé par Kwon Hyeok-jae et sorti en 2025.
Il s'agit de la suite dérivée de The Priests (검은 사제들, 2015) de Jang Jae-hyeon.

## Synopsis
Deux religieuses, sœur Junia et sœur Michaela, confrontées à un jeune garçon, nommé Hee-joon, possédé par un puissant esprit maléfique. Sœur Junia, mue par sa foi et sa compassion, décide de sauver le garçon, tandis que sœur Michaela, d'abord sceptique, se lance dans l'enquête. En approfondissant le mystère, elles sont confrontées à une série d'événements effrayants et découvrent un sombre secret caché entre les murs de leur couvent. Les religieuses doivent affronter leurs propres peurs et croyances pour lutter contre le puissant mal qui menace la vie de Hee-joon et la sainteté de leur ordre.

## Fiche technique
Sauf indication contraire ou complémentaire, les informations mentionnées dans cette section peuvent être confirmées par la base de données KMDb
- Titre original : 검은 수녀들
- Titre international : Dark Nuns
- Réalisation : Kwon Hyeok-jae[1]
- Scénario : Kim Woo-jin
- Musique : Kim Tae-seong
- Décors : Cho Hwa-sung et Park Kyu-bin
- Costumes : Yoon Jeong- hee
- Photographie : Choi Chan-min
- Son : Choi Tae-yeong
- Montage : Shin Min-kyeong
- Production : Lee Yoo-jin et Oh Hyo-jin
  - Production exclusive : Yoon Eung-han
- Société de production : Zip Cinema[1]
- Société de distribution : Next Entertainment World[2]
- Budget : 10,3 millards de wons[3]
- Pays de production :  Corée du Sud
- Langue originale : coréen
- Format : couleur — 1,66:1
- Genre : drame, horreur, thriller
- Durée : 114 minutes
- Date de sortie :
  - Corée du Sud : 24 janvier 2025

## Distribution
- Song Hye-kyo : Kang Seong-ae, sœur Yunia[2]
- Jeon Yeo-been : Lee Soo-yeong, sœur Michaela[2]
  - Yu Na (ko) : Soo-yeong, jeune
- Lee Jin-wook : Park Hyeong-gon, père Paul, psychiatre[4]
- Moon Woo-jin : Choi Hee-joon[2]
- Huh Joon-ho (en) : père Andrea[5]
- Kim Gook-hee (en) : Hyo-won, chamane
- Shin Jae-hwi (en) : Ae-dong, disciple de Hyo-won
- Jeon Soo-ji (en) : la mère de Hee-joon
- Kang Dong-won : diacre Choi (apparition spéciale)[6]

## Production

### Développement
À la mi-novembre 2023, la suite du film The Priests (2015) de Jang Jae-hyeon, avec Kim Yoon-seok et Kang Dong-won, ayant connu un succès au box-office sud-coréen avec 5,44 millions de téléspectateurs, est annoncée sous le titre Dark Nuns. La réalisation est confiée à Kwon Hyuk-jae, et la production est assurée par Zip Cinema.

« J'ai adoré The Priests. Lorsque j'ai reçu le scénario, (…) ça m'a touché. »

— Kwon Hyuk-jae
Le budget de la production est estimé à 10,3 millards de wons, dont le seuil de rentabilité devrait être fixé à plus de 1,6 million spectateurs. Le tournage est prévu dans les premiers mois en 2024.
En février 2024, la société Next Entertainment World est mentionnée pour la distribution.

### Attribution des rôles
|  |

À la mi-novembre 2023, l'actrice Song Hye-kyo, qui marque son retour après neuf ans d'absence au grand écran, est confirmée pour endosser les costumes moniaux, aux côtés de Jeon Yeo-been qui est également confirmée pour le rôle d'une nonne au même jour.
À la mi-février 2024, Lee Jin-wook est choisi pour le rôle du Père Paul, ainsi que Moon Woo-jin dans le rôle d'un garçon possédé par un esprit maléfique et Huh Joon-ho dans celui du Père Andrea.
À la mi-janvier 2025, lors de la conférence de presse, le réalisateur annonce que Kang Dong-won y reprend son rôle du diacre Choi pour une apparition spéciale.

### Tournage
Le tournage débute le 22 février 2024,. Il prend fin le 28 mai suivant.

### Musique
La musique est composée par Kim Tae-seong, qui a déjà travaillé pour The Priests (2015). Il a choisi, entre autres, le son du piano à l'envers pour la scène du tarot qui donne une mélodie forte « afin d'évoquer aux spectateurs des souvenirs de leur enfance avec leur premier tarot » et une chanson de prière où l'on peut « entendre la voix de Kang Dong-won et le chœur de Kim Yoon-seok » à la fin du générique.

## Accueil

### Sortie
Dark Nuns sort le 24 janvier 2025 en Corée du Sud, la veille du début des vacances du Seollal pendant six jours.

### Box-office
Le jour de sa sortie, selon le Conseil du film coréen (COFIC), à 7 h du matin, 209 174 places sont déjà réservées. Pour cette journée, le film se classe premier au box-office avec 163 725 spectateurs. Il dépasse le million au sixième jour. Le 10 février, Il dépasse le seuil de rentabilité avec une audience cumulée de 1 603 115 spectateurs.

## Distinctions

### Nominations
- Baeksang Arts Awards 2025[21] :
  - Meilleure actrice, Song Hye-kyo pour le rôle de Sœur Yunia
  - Meilleure actrice dans un second rôle, Jeon Yeo-been pour le rôle de Sœur Michaela
  - Meilleur espoir masculin, Moon Woo-jin pour le rôle de Hee-joon